# Eisbären Berlin

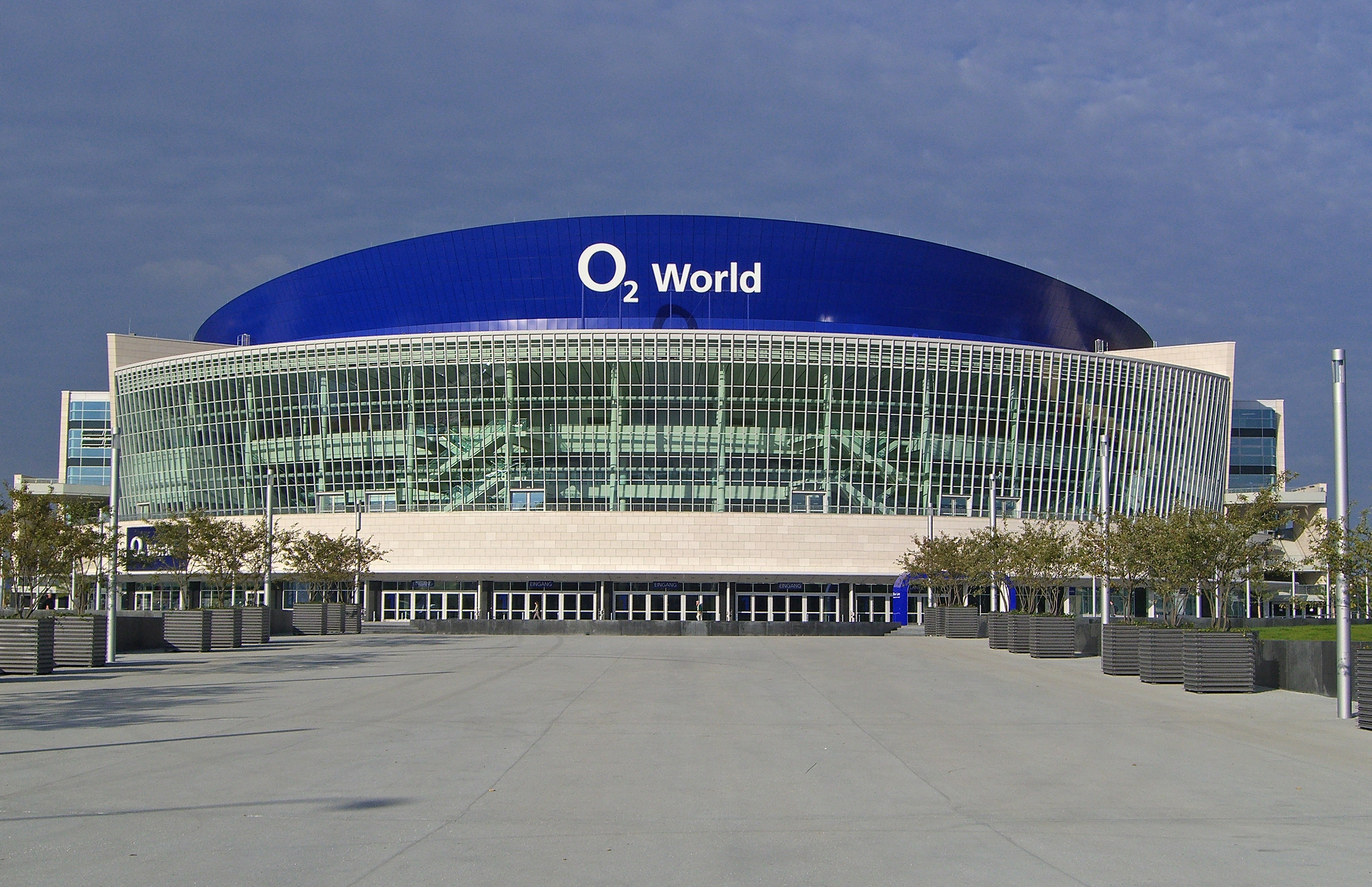
Uber Arena in Berlijn

Eisbären Berlin is een professioneel ijshockeyteam gevestigd in Berlijn, Duitsland. Het team speelt in de Deutsche Eishockey Liga (DEL), het hoogste niveau in het professionele Duitse ijshockey, en is tevens een van de oprichters van deze competitie. De Eisbären zijn recordhouders met het aantal kampioenschappen in de DEL, met tien landstitels tussen 2005 en 2024. Daarnaast won de club ook de Duitse ijshockeybeker in 2008 en de Europese trofee ("European Trophy") in 2010. Vóór de hereniging van Oost- en West-Duitsland won het team ook al 15 keer het Oost-Duitse ijshockeykampioenschap met de voorloper van het huidige team, SC Dynamo Berlin.
De oorsprong van de club gaat terug tot 1954, waar het de ijshockeytak was van sportclub SC Dynamo Berlin. Nadat de ploeg in de West-Duitse 1. Bundesliga werd opgenomen in 1990, werd de ijshockeytak een onafhankelijke ijshockeyclub genaamd EHC Dynamo Berlin en in 1992 omgedoopt tot EHC Eisbären Berlin. De thuiswedstrijden worden gespeeld in de Mercedes-Benz Arena.
De Eisbären Berlin zijn eigendom van de Anschutz Entertainment Group, 's werelds grootste eigenaar van sportteams en -evenementen. 
Het officiële logo van het team is de ijsbeer, wat een verwijzing is naar de beer op het wapen van Berlijn.

## Geschiedenis

### 1954–1994: DDR en 1. Bundesliga
De sportclub SC Dynamo Berlin maakte na oprichting deel uit van de sportvereniging SV Dynamo, de landelijke sportvereniging van de Stasi, Volkspolizei en douane. De sportclub bood een breed spectrum aan competitieve atletische activiteiten, waaronder atletiek, voetbal, zwemmen, gymnastiek, schermen, roeien, boksen en schaatsen. SC Dynamo Berlin creëerde in 1954 een ijshockeyafdeling. De hockeyafdeling was oorspronkelijk begonnen als een ijshockeyafdeling van de sportgemeenschap SV Deutsche Volkspolizei Berlin in 1950.
SC Dynamo Berlin trainde en speelde zijn wedstrijden in de eerste jaren in de grote Werner-Seelenbinder-Halle in Prenzlauer Berg. Het team won hun eerste Oost-Duitse titel in 1966. Vanaf 1971 werd de ijshockeycompetitie in Oost-Duitsland teruggebracht tot slechts twee teams, SC Dynamo Berlin en SG Dynamo Weißwasser, waardoor het de kleinste ijshockeycompetitie ter wereld vormden. In totaal won SC Dynamo Berlin 15 keer het Oost-Duitse kampioenschap, waarbij de laatste titel in 1988 behaald werd. In 1984 nam SC Dynamo Berlin deel aan de European Cup of Champions en werd hier derde.
In 1990, het jaar van de Duitse hereniging, werden de beide voormalige Oost-Duitse ijshockeyclubs, SC Dynamo Berlin en SG Dynamo Weißwasser (inmiddels omgedoopt tot PEV Weißwasser), toegevoegd aan de 1. Bundesliga, wat destijds het hoogste niveau in het Duits ijshockey was. De ijshockeyafdeling van SC Dynamo Berlin werd in hetzelfde jaar de onafhankelijke ijshockeyclub EHC Dynamo Berlin. Na de toevoeging aan de 1. Bundesliga lukte het Berlin niet om succesvol te concurreren met de voormalig West-Duitse teams en degradeerde daardoor aan het einde van het seizoen naar de 2. Bundesliga. Dit duurde maar een jaar, want de club promoveerde in het eerstvolgende seizoen 1991-92 terug naar de 1. Bundesliga. 
Het was bekend dat de voorzitter van SV Dynamo en het hoofd van de Stasi, Erich Mielke, het ijshockey een warm hart toedroeg en mede daardoor werd EHC Dynamo Berlin tot eind 1990 gefinancierd door het Oost-Duitse ministerie van Binnenlandse Zaken. De club probeerde onder leiding van Günter Haake en manager Lorenz Funk afstand te nemen van het Oost-Duitse imago, en koos ervoor om in 1992 opnieuw een naamswijziging door te voeren, dit keer in EHC Eisbären Berlin. Vanaf dat moment werd ook het ijsbeerlogo van de nieuwe club geïntroduceerd. In de beginjaren had de nieuwe club ernstige financiële problemen, waardoor ze afhankelijk waren van hun eigen jeugdspelers en aanwinsten van lagere niveaus. Hierdoor eindigde de Eisbären in de laatste twee seizoenen van de 1. Bundesliga regelmatig onderaan in het klassement en worstelde om degradatie naar de 2. Bundesliga te voorkomen.

### 1994-heden: DEL en recente successen
De Duitse Eishockey Bundesliga (1. Bundesliga) werd na het seizoen 1993-1994 opgeheven, en er werd een nieuwe competitie opgericht - de Deutsche Eishockey Liga (DEL). De Eisbären zijn een van de 18 stichtende leden van deze nieuwe Duitse ijshockeycompetitie. Na het Bosman-arrest in 1995 kon de club voorafgaand aan het seizoen 1996-97 bijna hun hele onervaren, Duitse selectie vervangen door meer ervaren Europese spelers. Het team eindigde in het eerste seizoen van de nieuwe competitie op de derde plaats en bereikte voor het eerst de play-offs. In 1997 werd de club omgedoopt tot EHC neue Eisbären Berlin gegr. 1997 eV. Het volgende seizoen, 1997-98, behaalden de Eisbären de finale van de play-offs, waar het verloor van Adler Mannheim. Door hun prestaties mochten de Eisbären deelnamen aan de IIHF Continental Cup 1998 in Tampere, Finland, waar ze op de tweede plaats eindigde. In het seizoen 1998-99 mochten de Eisbären, door hun tweede plaats in het voorgaande seizoen, ook voor de eerste keer deelnemen aan de European Hockey League en eindigde in deze competitie op de derde plaats.
De Anschutz Entertainment Group verwierf in 1999 het volledige eigendom van de Eisbären, waardoor de financiële stabiliteit van de club gewaarborgd werd. Het team eindigde het eerstvolgende seizoen op de tweede plaats bij de IIHF Continental Cup 2000. In de seizoenen 2002-03 en 2003-04 eindigde het team in het reguliere DEL-seizoen op de eerste plaats, maar slaagde er niet in om tijdens de play-offs de titel te veroveren. Op dat moment was het team al enorm populair geworden in Berlijn, en in het seizoen 2003-04 lukte het om maar liefst 28 van de 31 thuiswedstrijden uit te verkopen. In 2005-06 en 2006-07 waren de Eisbären de Duitse vertegenwoordiger bij de Spengler Cup in Davos, Zwitserland.
In het seizoen 2004-05, wat gekenmerkt werd door de NHL-lockout, veroverden de Eisbären hun eerste DEL-kampioenschap met de hulp van NHL-veteranen zoals Erik Cole, Nathan Dempsey en Olaf Kölzig. In de finalewedstrijden versloeg Berlin dit keer wel Adler Mannheim. De Duitse titel werd in 2006 met succes verdedigd tegen de DEG Metro Stars. Nadat het team in 2006-07 na twee kampioenschappen teleurstellend als 9e eindigde in de competitie, lukte het de Eisbären om in 2008 hun derde DEL-kampioenschap te veroveren ten koste van de Kölner Haie. Dit markeerde de start van een hegemonie van de club tot 2013, waarin het enkel in 2010 de titel niet wist te winnen. In dat jaar won het team wel de European Trophy, waarmee het zijn succes op internationale schaal voortzette. 

### Seizoen 2011-2012.
Met een volgepakte O₂ World Arena (nu Uber Arena) en duizenden uitzinnige fans op de achtergrond, verslaan de Eisbären de Adler Mannheim in de DEL-finale. Berlijn is oppermachtig.

### Seizoen 2012-2013.
Met hun titel in 2013 hadden de Eisbären Berlin in totaal 7 DEL-kampioenschap gewonnen, waarmee ze jarenlang DEL-kampioensrecordhouder waren; Adler Mannheim evenaarde later het record in 2019.

### Seizoen 2014 - 2023, De Donkere Jaren en de Grote Comeback
Nadat hun hegemonie in 2014 werd doorbroken door ERC Ingolstadt, en in de volgende jaren EHC Red Bull München de toonaangevende ploeg werd in de DEL, lukte het de Eisbären meerdere jaren niet om opnieuw kampioen te worden. 
In 2017 mist Berlijn zelfs de play-offs. De sfeer is bedrukt.
Maar dan, alsof het geschreven is in het lot, herpakken de Eisbären zich. Met een nieuwe generatie spelers, slimme transfers en de terugkeer van een winnende mentaliteit pakken ze in 2021 en 2022 back-to-back kampioenschappen. De Arena kolkt weer zoals in de gouden jaren.

### Seizoen 2023-2024.
In het seizoen 2023–2024 herwonnen de Eisbären Berlin hun status als topteam in de Deutsche Eishockey Liga (DEL) door hun tiende kampioenschap te behalen. Na een teleurstellend seizoen 2022–2023, waarin ze de play-offs misten, onderging het team een significante herstructurering. Deze veranderingen wierpen hun vruchten af, aangezien de Eisbären de reguliere competitie afsloten op de tweede plaats, net achter de verrassende koploper Fischtown Pinguins Bremerhaven. 
Play-offs:
- Kwartfinale: De Eisbären troffen de Adler Mannheim en, ondanks een zware nederlaag in de eerste wedstrijd (1-7), herpakten ze zich en wonnen de serie met 4-1.
- Halve finale: In deze fase namen ze het op tegen de Straubing Tigers. De tweede wedstrijd van deze serie op 3 april 2024 werd een episch duel, dat pas in de derde verlenging werd beslist na 110 minuten en 40 seconden, met een doelpunt van Lean Bergmann. Uiteindelijk wonnen de Eisbären de serie met 4-1.
- Finale: In de finale stonden de Eisbären tegenover de Fischtown Pinguins Bremerhaven. Na een verlies in de eerste wedstrijd (2-4), herstelden de Eisbären zich en wonnen vier opeenvolgende wedstrijden, waarmee ze de serie met 4-1 beslisten en hun tiende DEL-titel veiligstelden.

Uitblinkers:
- Leonhard Pföderl: Met 5 goals en 10 assists in 15 wedstrijden werd hij de topscorer van de play-offs en ontving hij de Finals MVP-onderscheiding.
- Marcel Noebels: Hij leverde een belangrijke bijdrage met 4 goals en 10 assists in 12 wedstrijden.
- Jake Hildebrand: De doelman behaalde een indrukwekkend save-percentage van 93,6% en een goals-against average van 1,91 over 15 wedstrijden.

Het seizoen 2023–2024 markeerde een opmerkelijke comeback voor de Eisbären Berlin, die na een jaar van afwezigheid in de play-offs hun dominantie in het Duitse ijshockey herstelden.

## Stadion
SC Dynamo Berlin speelde de eerste jaren zijn thuiswedstrijden in de Werner-Seelenbinder-Halle in Prenzlauer Berg. Het team verhuisde vervolgens naar het grote sportcomplex Dynamo-Sportforum in Alt-Hohenschönhausen. Het team speelde tot het seizoen 2007-08 in de ijshockeyfaciliteit van het Sportforum Hohenschönhausen. Het golfplaten dak van deze ijshockeyfaciliteit gaf de aanleiding tot de populaire naam "Wellblechpalast" (vertaald: Golfplatenpaleis). De capaciteit van dit stadion was 4.695 toeschouwers.
Eisbären Berlin verplaatste zijn thuiswedstrijden in het seizoen 2008-09 naar de nieuw gebouwde Mercedes-Benz Arena (voorheen bekend als O2 World). De Mercedes-Benz-Arena is ontworpen door HOK Sport (nu Populous) en JSK Architects, met een totale oppervlakte van 60.000 m² en een hoogte van 35 meter. Het is een multifunctionele arena in Friedrichshain nabij de rivier de Spree en heeft een capaciteit van 14.200 zitplaatsen. Het team gebruikt het Wellblechpalast nog steeds voor sommige Europese wedstrijden, als trainingsfaciliteit en uitvalsbasis voor de jeugdteams van Eisbären Berlin. In 2024 is Uber de naamgever van het sportcomplex. De capaciteit is 14,200 mensen.

## Clublied
Het officiële clublied van de Eisbären Berlin is "Hey, wir wollen die Eisbären seh'n", een single van de Oost-Duitse band Puhdys in 1997. Het nummer werd een populair deuntje in Duitse bergresorts tijdens après-skifeesten, en verscheen vervolgens op verschillende muziekcompilaties met een winterthema. Het Nederlandse team Eaters Geleen gebruikt ook een - tekstueel gewijzigde - cover van het nummer voor hun thuiswedstrijden.
Het doelpuntenlied van Eisbären bestaat uit een reeks van vier afzonderlijke elementen. De regel "Berlin, Halleluja Berlin", uit het nummer "Brandenburg" van Rainald Grebe wordt gevolgd door de cancan uit Jacques Offenbach's Orphée aux Enfers en de regel "Ach du meine Nase" van de Oost-Duitse poppenspeler Pittiplatsch. De reeks wordt gecompleteerd door het kinderrijmpje "Ene mene miste" uit het populaire kinderprogramma Rappelkiste.

## Gewonnen titels
Kampioen Deutsche Eishockey Liga: 2005, 2006, 2008, 2009, 2011, 2012, 2013, 2021, 2022, 2024, 2025
Kampioen 1. Bundesliga (DDR): 1966, 1967, 1968, 1976, 1977, 1978, 1979, 1980, 1982, 1983, 1984, 1985, 1986, 1987, 1988
European Trophy: 2010
Deutscher Eishockey-Pokal: 2008
IIHF Continental Cup: 1998, 2000
European Hockey League (EHL): 1999

## Huidige selectie
Bijgewerkt tot 8 juni 2025
| No. | Nat                 | Naam               | Pos | Leeftijd | Geboorteplaats                    |
| --- | ------------------- | ------------------ | --- | -------- | --------------------------------- |
| 29  | Duitsland           | Anton Brandt       | GK  | 18       | Berlijn, Duitsland                |
| 30  | USA                 | Jake Hildebrand    | GK  | 32       | Butler, PA, USA                   |
| 1   | Duitsland           | Jonas Stettmer     | GK  | 23       | Straubing, Duitsland              |
| 35  | Duitsland           | Linus Vieillard    | GK  | 19       | Berlijn, Duitsland                |
| 44  | Canada              | Olivier Galipeau   | DEF | 28       | Montréal, QC, Canada              |
| 40  | Duitsland           | Korbinian Geibel   | DEF | 22       | Starnberg, Duitsland              |
| 12  | Duitsland           | Eric Mik           | DEF | 25       | Berlijn, Duitsland                |
| 18  | Duitsland           | Jonas Müller       | DEF | 29       | Berlijn, Duitsland                |
| 56  | Finland             | Markus Niemeläinen | DEF | 27       | Kuopio, Finland                   |
| 75  | Duitsland           | Norwin Panocha     | DEF | 20       | Bamberg, Duitsland                |
| 5   | USA                 | Mitchell Reinke    | DEF | 29       | Stillwater, MN, USA               |
| 4   | Canada              | Adam Smith         | DEF | 28       | Richmond Hill, ON, CAN            |
| 6   | Duitsland           | Kai Wissmann       | DEF | 28       | Villingen-Schwenningen, Duitsland |
| 78  | Duitsland           | Michael Bartuli    | FOR | 22       | Hamburg, Duitsland                |
| 10  | Duitsland           | Lean Bergmann      | FOR | 26       | Hemer, Duitsland                  |
| 89  | Canada              | Zachary Boychuk    | FOR | 35       | Calgary, AB, Canada               |
| 23  | Canada              | Blaine Byron       | FOR | 30       | Ottawa, ON, Canada                |
| 97  | Canada              | Gabriel Fontaine   | FOR | 28       | Montreal, QC, Canada              |
| 77  | Duitsland           | Eric Hördler       | FOR | 20       | Berlijn, Duitsland                |
| 94  | Verenigd Koninkrijk | Liam Kirk          | FOR | 25       | Maltby, Groot Brittannië          |
| 33  | Duitsland           | Matej Leden        | FOR | 20       | Ústí nad Labem, Tsjechie          |
| 92  | Duitsland           | Marcel Noebels     | FOR | 33       | Tönisvorst, Duitsland             |
| 93  | Duitsland           | Leonhard Pföderl   | FOR | 31       | Bad Tölz, Duitsland               |
| 9   | USA                 | Ty Ronning         | FOR | 27       | Burnaby, BC, Canada               |
| 81  | Duitsland           | Elias Schneider    | FOR | 17       | Rosenheim, Duitsland              |
| 71  | Duitsland           | Maxim Schäfer      | FOR | 18       | Neurenberg, Duitsland             |
| 95  | Duitsland           | Frederik Tiffels   | FOR | 30       | Keulen, Duitsland                 |
| 38  | Canada              | Yannick Veilleux   | FOR | 32       | Saint-Jérôme, QC, Canada          |
| 21  | Duitsland           | Manuel Wiederer    | FOR | 28       | Deggendorf, Duitsland             |

### Geëerde oud-spelers
- 19 Mark Beaufait
- 11 Sven Felski
- 27 Steve Walker
- 20 Denis Pederson
- 14 Stefan Ustorf
- 24 André Rankel